# Stephanie Young (política)
Stephanie A Young (nascida em 2 de janeiro de 1965) é uma política norte-americana de Michigan que faz parte do Partido Democrata. Ela foi eleita para a Câmara dos Representantes de Michigan pelo 8º distrito em 2020.

## Formação
Young formou-se na Michigan State University.